# Reformierter bengalischer Kalender
Der reformierte bengalische Kalender  wurde am 17. Februar 1966 eingeführt.

## Geschichte
Dem traditionellen bengalischen Kalender liegt das siderische Jahr zugrunde, und die Monate haben in verschiedenen Jahren unterschiedliche Länge.
Der neue Kalender sollte:
- eine Verbesserung des traditionellen Kalenders sein.
- auf dem tropischen Jahr basieren.
- Monate fester Länge haben.

## Das Jahr
Das Jahr ist ein tropisches Jahr und beginnt mit dem Eintritt der Sonne in das Tierkreiszeichen Widder. Das Gemeinjahr besteht aus 365 Tagen, das Schaltjahr aus 366 Tagen. Der Schalttag wird dem vorletzten Monat angefügt.
Die Jahreszählung
Die Jahre werden fortlaufend nach der Bengalischen Ära (BS) gezählt. Diese Zählung knüpft an die Zählung des traditionellen bengalischen Kalenders an. Der Großmogul Akbar legte 1584 fest, dass die Zählung mit der Zählung nach der Hidschra übereinstimmen sollte. Das Jahr seiner Thronbesteigung 963 AH war demnach das Jahr 963 BS = 1555/56 n. Chr. Um für ein Jahr der Bengalischen Ära das Jahr n. Chr. zu ermitteln, muss je nach Jahreszeit 593 oder 594 addiert werden.
Der Jahresanfang
Der Jahresanfang beginnt beim Eintritt der Sonne in das Tierkreiszeichen Widder.
Die Schaltung
Das Jahr hat eine Länge von 365 Tagen. Da aber das tropische Jahr gegenwärtig eine Länge von 365,242190 Tagen hat, muss etwa alle vier Jahre ein zusätzlicher Schalttag eingefügt werden, um mit den Jahreszeiten übereinzustimmen. Im Schaltjahr wird der Monat Falgun um 1 Tag auf 31 Tage verlängert. Die Schaltjahre sind an die Schaltjahre des gregorianischen Kalenders gekoppelt. Man zählt zur bengalischen Jahreszahl 594 hinzu und wendet die Schaltregeln des gregorianischen Kalenders an: Ist die Zahl ohne Rest durch 4 teilbar, ist das Jahr ein Schaltjahr, ist die Zahl aber auch ohne Rest durch 400 teilbar, so ist das Jahr kein Schaltjahr.
Welche Daten des reformierten bengalischen Kalenders sich gegenüber dem gregorianischen Kalender im Schaltjahr verschieben, ist in der folgenden Tabelle zu erkennen:
| Gemeinjahr | Gemeinjahr | Gemeinjahr | Gemeinjahr | Gemeinjahr    | Gemeinjahr    |  | Schaltjahr | Schaltjahr | Schaltjahr | Schaltjahr | Schaltjahr    | Schaltjahr    |
| bengalisch | bengalisch | bengalisch | bengalisch | gregorianisch | gregorianisch |  | bengalisch | bengalisch | bengalisch | bengalisch | gregorianisch | gregorianisch |
| ---------- | ---------- | ---------- | ---------- | ------------- | ------------- |  | ---------- | ---------- | ---------- | ---------- | ------------- | ------------- |
| ১          | ফাল্গুন       | 1.         | Falgun     | 13.           | Februar       |  | ১          | ফাল্গুন       | 1.         | Falgun     | 13.           | Februar       |
|            | :          |            |            |               | :             |  |            | :          |            |            |               | :             |
| ১৬         | ফাল্গুন       | 16.        | Falgun     | 28.           | Februar       |  | ১৬         | ফাল্গুন       | 16.        | Falgun     | 28.           | Februar       |
| ১৭         | ফাল্গুন       | 17.        | Falgun     | 1.            | März          |  | ১৭         | ফাল্গুন       | 17.        | Falgun     | 29.           | Februar       |
| ১৮         | ফাল্গুন       | 18.        | Falgun     | 2.            | März          |  | ১৮         | ফাল্গুন       | 18.        | Falgun     | 1.            | März          |
|            | :          |            |            |               | :             |  |            | :          |            |            |               | :             |
| ৩০         | ফাল্গুন       | 30.        | Falgun     | 14.           | März          |  | ৩০         | ফাল্গুন       | 30.        | Falgun     | 13.           | März          |
|            | ≡≡≡≡       |            |            |               | ≡≡≡≡          |  | ৩১         | ফাল্গুন       | 31.        | Falgun     | 14.           | März          |
| ১          | চৈত্র        | 1.         | Choitro    | 15.           | März          |  | १          | চৈত্র        | 1.         | Choitro    | 15.           | März          |
|            | :          |            |            |               | :             |  |            | :          |            |            |               | :             |
| ৩০         | চৈত্র        | 30.        | Choitro    | 13.           | April         |  | ৩০         | চৈত্র        | 30.        | Choitro    | 13.           | April         |

Die Genauigkeit
Mit einer Länge von 146097 Tagen weicht der Kalender um 0,124 Tage in 400 tropischen Jahren oder um 1 Tag in rund 3225 Jahren ab.

## Der Monat
Der Monatsanfang
Der Monat beginnt ungefähr mit dem Eintritt der Sonne in ein neues Tierkreiszeichen.
Die Monatslänge
Da die Umlaufbahn der Erde um die Sonne eine Ellipse ist, braucht die Sonne bei ihrem scheinbaren Lauf durch die Ekliptik für die einzelnen Tierkreiszeichen unterschiedlich lange. Um die Länge der Monate dem scheinbaren Lauf der Sonne anzupassen, haben die ersten fünf Monate 30 Tage, die restlichen sieben Monate 31 Tage.
Die Monatsnamen
Die Monate wurden wie die Monate im traditionellen bengalischen Kalender benannt. Die folgende Tabelle gibt die bengalischen Namen der Monate, ihre Länge und den entsprechenden Monatsanfang im gregorianischen Kalender an:
| bengali | Transkription | Monatslänge in Tagen | Monatsanfang im gregorianischen Kalender |
| ------- | ------------- | -------------------- | ---------------------------------------- |
| বৈশাখ     | Boishakh      | 31                   | 14. April                                |
| জ্যৈষ্ঠ    | Jyoishtho     | 31                   | 15. Mai                                  |
| আষাঢ়     | Asharh        | 31                   | 15. Juni                                 |
| শ্রাবণ    | Shrabon       | 31                   | 16. Juli                                 |
| ভাদ্র     | Bhadro        | 31                   | 16. August                               |
| আশ্বিন    | Ashbin        | 30                   | 16. September                            |
| কার্তিক    | Kartik        | 30                   | 16. Oktober                              |
| অগ্রহায়ণ  | Ogrohayon     | 30                   | 15. November                             |
| পৌষ      | Poush         | 30                   | 15. Dezember                             |
| মাঘ      | Magh          | 30                   | 14. Januar                               |
| ফাল্গুন    | Falgun        | 30                   | 13. Februar                              |
| চৈত্র     | Choitro       | 30                   | 15. März                                 |

Die Tage eines Monats werden von 1 bis 30 bzw. 31 gezählt. Die bengalischen Zahlzeichen findet man unter bengalische Ziffern.

## Die Woche
Die Woche
Die Wocheneinteilung ist babylonisch-griechischen Ursprungs. Die Namen sind von den entsprechenden Gottheiten abgeleitet. Die Namen sind in der folgenden Tabelle zusammengestellt:
| bengalisch | Transkription  | im gregorianischen Kalender |
| ---------- | -------------- | --------------------------- |
| সোমবার       | Shombar        | Montag                      |
| মঙ্গলবার     | Monggolbar     | Dienstag                    |
| বুধবার       | Budhbar        | Mittwoch                    |
| বৃহস্পতিবার    | Brihoshpotibar | Donnerstag                  |
| শুক্রবার      | Shukrobar      | Freitag                     |
| শনিবার       | Shonibar       | Samstag                     |
| রবিবার       | Robibar        | Sonntag                     |